# 乔伊斯·怀特
乔伊斯·C·怀特博士， 美国考古学家，宾夕法尼亚大学兼职副教授，东南亚考古学研究所（非营利组织，Institute for Southeast Asian Archaeology）执行理事。她数十年来致力于有关泰国与老挝的跨学科考古研究，研究内容涵盖史前人类在湄公河中游流域的活动。她被视为全球范围内关于泰国班清（联合国教科文组织世界遗产之一）研究的领先专家，并管理指导在老挝琅勃拉邦省开展的一个考古实地研究项目。

## 职业与研究
乔伊斯·怀特是美国大费城地区的资深东南亚考古学家。她毕业于宾夕法尼亚大学，取得人类学文学硕士学位及博士学位，并担任宾夕法尼亚大学考古学及人类学博物馆的咨询学者。怀特博士于2013年10月创建东南亚考古学研究所，主要开展泰国与老挝的考古研究项目，这些项目已经有数十年的历史。怀特博士同时也是宾夕法尼亚大学考古学及人类学博物馆湄公河中游流域考古项目和班清项目（始于1982年）的主管。

## 班清项目
怀特博士从20世纪70年代中期起开始了她的东南亚史前研究。当时还是一名博士生的她在导师切斯特·戈尔曼 （页面存档备份，存于）指导下开展工作。她负责对戈尔曼在泰国北部与东北部挖掘出的古器物在实验室中进行分析。从1976年开始，她专注于对金属时代的班清遗址的分析研究，该遗址于1992年被列为联合国教科文组织世界遗产。1978年，她发起了一个关于班清遗址的民族生态学研究项目，研究当地人对本土自然资源的认识，并特别强调本土植物。在那里，她把日常工作中遇到的传统物质文化物品（如篮子、工具、瓷器等）整理成一个民族志学系列收集品并提供给宾夕法尼亚大学博物馆。1979年至1981年期间，她在班清村庄进行了为期近两年的该领域研究。在这之后，她回到了费城。随着导师戈尔曼于1981年6月的早逝，她接手了史密森尼学会巡回展览“班清：一个被遗失的青铜时代的探索”并创作了它的介绍目录。这个展览随后被设置为泰国国家博物馆的一个分支，当中的部分内容至今仍在展览中。1986年，怀特完成了她在宾夕法尼亚大学的博士论文，该论文修订了戈尔曼的班清年表。从此之后，怀特博士以泰国和老挝人类史的多学科研究为工作中心。在宾夕法尼亚大学博物馆，她作为一名资深研究员继续研究班清遗址，在之后晋升为副馆长。1993年，她创立了班清之友，以便于筹集资金继续开展挖掘出的古器物研究分析和出版项目。在二十世纪90年代中期，她成为泰国古环境项目的共同主要研究员，从泰国的东北部、北部和南部的湖泊中提取沉积物，这也是该国第一次获取从晚期更新世到晚期全新世的植被证据。第一本班清专题著作于2002年出版，主要讲解了班清遗址的人体残骸部分。该著作由迈克尔·皮尔楚思维斯凯和米歇尔·道格拉斯编写。

## 湄公河中游考古项目
2001年，怀特博士发起了第一个由美国人领导的老挝考古研究项目——湄公河中游考古项目。怀特博士针对原有的泰国班清研究及她在泰国古环境项目中的研究提出了更多关于湄公河流域的问题。在国家科学基金会和美国国家地理学会种子基金的支持下，湄公河中游考古项目挖掘并调查了大量位于老挝北部琅勃拉邦省湄公河及其支流流域的遗址，研究了早期人类在湄公河流域的定居点。在2008年至2013年期间，怀特被任命为宾夕法尼亚大学考古学及人类学博物馆 （页面存档备份，存于）亚洲馆副馆长。在亨利•鲁斯基金会的资助下，她指导着博物馆的项目，加强了东南亚考古方面的研究。除了调查和洞穴挖掘，怀特博士也作出了其他各种各样的努力，旨在提高亚洲和西方考古学家的知识面和能力，为未来湄公河中游流域的考古研究发展奠定基础。截止2010年初，湄公河中游考古项目已经记录了84个位于琅勃拉邦的遗址，并挖掘研究了四个洞穴遗址。2013年，数个辅助的科学研究开始进行，包括来自加州大学河滨分校的团队带领的运用洞穴堆积物的古环境研究和来自牛津大学的团队带领的运用现代人类DNA开展的人口历史研究。鲁斯项目还包括了对租借到宾夕法尼亚大学博物馆的数以百计来自班清的陶瓷器皿的一年集中分析，以及对包含来自班清和老挝研究项目数据的地区考古数据库的大力发展。

## 东南亚考古学研究所(Institute for Southeast Asian Archaeology, ISEAA)
2013年，怀特博士创立了东南亚考古学研究所，致力于开展关于东南亚考古学的多学科研究，让相关学者和公众能了解到更多相关信息并从中获益。由于宾夕法尼亚大学博物馆作出缩减其研究人员的战略决定，博物馆于2013年终止了对其东南亚考古研究项目的资助。因此，怀特博士在几位最初捐赠者的帮助下建立了这个新的非盈利研究所。研究所的目标在于继续开展原有的关于班清项目和湄公河中游考古项目 （页面存档备份，存于）的国际知名的研究与出版工作，通过这些先驱项目为后世保护相关的人类历史信息。东南亚考古学研究所同时充当着未来东南亚考古研究项目的中心。在2014年，怀特博士创立东南亚考古学研究所杰出新人奖。这个在东南亚考古领域的第一个国际奖项旨在吸引更多年轻考古学家投身该领域并促使现代考古学理论在东南亚数据上的应用。怀特博士的学术成就大大提升了公众对整个东南亚考古，尤其是班清项目的认识， 同时提高了东南亚在世界史前时代的学术地位。举例而言，作为副馆长时，2010年2月9日，怀特博士在位于泰国班清的新国家博物馆的开幕仪式上，曾获得泰国诗琳通公主殿下的赞誉 。在2009年，她与伊丽莎白·汉密尔顿博士共同撰写的一个出版物被描述为提供了“关于金属时代的创新的文化传播模型，是冶金考古界的一个重要知识里程碑。”
乔伊斯·怀特是多家有影响力刊物的作家，包括以下所列出的几个例子。

## 代表著作
- 1982	 Ban Chiang: Discovery of a Lost Bronze Age, The University Museum, University of Pennsylvania and the Smithsonian Institution Traveling Exhibition Service.
- 1988	Early East Asian Metallurgy: The Southern Tradition. In The Beginning of the Use of Metals and Alloys, edited by R. Maddin, pp. 175 181. MIT Press, Cambridge.
- 1992	(with B. Bronson) Radiocarbon and Chronology in Southeast Asia. In Chronologies in Old World Archaeology, 3rd ed., edited by R. Ehrich, Vol. 1: pp. 491–503, Vol. 2: pp. 475–515. University of  Chicago Press, Chicago.
- 1995	Modeling the Development of Early Rice Agriculture: Ethnoecological Perspectives from Northeast Thailand.  Asian Perspectives 34(1):37-68.
- 1995	Incorporating Heterarchy into Theory on Socio-Political Development: the Case from Southeast Asia.  In Heterarchy and the Analysis of Complex Societies, edited by R. Ehrenreich, C. Crumley and J. Levy, pp. 101–123.  Archaeological Papers of the American Anthropological Association, No. 6.  American Anthropological Association, Arlington.
- 1996	(With V. Pigott)  From Community Craft to Regional Specialization: Intensification of Copper Production in Pre-State Thailand.  In Craft Specialization and Social Evolution: in Memory of V. Gordon Childe, edited by Bernard Wailes, pp. 151–175. University of Pennsylvania Museum Monograph 93.
- 2004    (with Daniel Penny, Lisa Kealhofer, and Bernard Maloney) "Vegetation Changes from the Terminal Pleistocene Through the Holocene from Three Areas of Archaeological Significance in Thailand. （页面存档备份，存于）" Quaternary International (2004). 113(1):111-132.
- 2004	 (with C. Gorman) "Patterns in Amorphous Industries: The Hoabinhian Viewed Through a Lithic Reduction Sequence.  （页面存档备份，存于）" IN Southeast Asian Archaeology: A Festschrift for Wilhelm G. Solheim II. Edited by Victor Paz. Quezon City: University of the Philippines Press. pp. 411–441.
- 2008 	 "Archaeology of the Middle Mekong: Introduction to the Luang Prabang Exploratory Survey.  （页面存档备份，存于）" IN Recherches nouvelles sur le Laos (New research on Laos), edited by Yves Goudineau and Michel Lorrillard. Coll. Études thématiques, no. 18, Paris : Publication de l’École Française d’Extrême Orient. pp. 37–52.
- 2009 	(with  H. Lewis, B. Bouasisengpaseuth, B. Marwick & K. Arrell)  Archaeological Investigations in Northern Laos: New Contributions to Southeast Asian Prehistory. Antiquity Vol 83 Issue 319 March 2009.
- 2009 	(with E. Hamilton) "The Transmission of Early Bronze Technology to Thailand: New Perspectives （页面存档备份，存于）". Journal of World Prehistory 22: 357-397.
- 2011 	(with C. Eyre) Residential Burial and the Metal Age of Thailand. In Residential Burial: A Multi-regional Exploration.  Rod Adams and Stacie King, eds. Archaeological Papers of the American Anthropological Association, Number 20. American Anthropological Association, Arlington VA.  pp. 59–78.
- 2011  	"Emergence of Cultural Diversity in Mainland Southeast Asia: a View from Prehistory （页面存档备份，存于）" in Mainland Southeast Asia: a View from Prehistory. In Dynamics of Human Diversity: the Case of Mainland Southeast Asia. N.J. Enfield, ed. Pacific Linguistics 627. Pacific Linguistics, Canberra. pp. 9–46.
- 2013  	Ban Non Wat: New Light on the Metal Ages of Southeast Asia. Antiquity 87(337): 909-011.